# Borno
För andra betydelser, se Borno (olika betydelser).
Borno är en delstat i nordöstra hörnet av Nigeria, och gränsar till de tre staterna Kamerun, Niger och Tchad. Delstaten har drygt 4,1 miljoner invånare, och huvudstaden heter Maiduguri. Den största folkgruppen i Borno är kanuri, som hade det forna riket Bornu i området, men den etniska sammansättningen är i övrigt mycket varierad. Borno är en av Nigerias största delstater till ytan, men också en av de mest glesbefolkade. 1991 bröts den västra delen av delstaten ut som en egen delstat, Yobe.
Borno utgör den centrala delen av det forna Bornuriket, och dess emir har fortfarande betydande makt och inflytande.

## Natur
Bornos natur består av slättland täckt av savann, och längst i norr torr buskstäpp. Kring Tchadsjön ligger stora träskområden.

## Administrativ indelning
Borno är indelat i 27 så kallade 'local government areas (LGA:er), där huvudstaden Maiduguri utgör en egen LGA.
- Abadam
- Askira/Uba
- Bama
- Bayo
- Biu
- Chibok
- Damboa
- Dikwa
- Gubio
- Guzamala
- Gwoza
- Hawul
- Jere
- Kaga
- Kala/Balge
- Konduga
- Kukawa
- Kwaya
- Kusar
- Mafa
- Magumeri
- Maiduguri
- Marte
- Mobbar
- Monguno
- Ngala
- Nganzai
- Shani

## Näringsliv
Jordbruk är den viktigaste näringen i delstaten. Här odlas bland annat hirs, durra, bomull, majs och jordnötter. Husdjurhållning är betydande. Vid Tchadsjön bedrivs omfattande fiske. De viktigaste handelsprodukterna är boskap, hudar, salt, jordnötter och bomull. Huvudstaden Maiduguri är den största staden och det viktigaste industricentret.